# جام جهانی فوتسال ۱۹۹۲

شانس‌بیار بازی‌ها

قهرمانی فوتسال جهان فیفا ۱۹۹۲ دومین دوره این مسابقات بود که بعدها نام خود را به جام جهانی فوتسال فیفا تغییر داد.
این مسابقات با حضور شانزده تیم از شش کنفدراسیون قاره‌ای عضو فیفا در هنگ کنگ برگزار شد و در پایان تیم‌های برزیل، ایالات متحده، اسپانیا و ایران به مقام‌های اول تا چهارم مسابقات رسیدند. بهترین گلزن این مسابقات نیز سعید رجبی بازیکن تیم ملی فوتسال ایران شناخته شد.